# Lars-Erik Spets
Lars-Erik Spets född 2 april 1985 i Trondheim är en norsk före detta ishockeyspelare. Spets debuterade med Lillehammer IK i norska Elitserien 2002. Säsongen 2004/2005 kontrakterades han av Trondheim Black Panthers för spel i högsta serien (nu med namnet UPC-ligaen). Följande säsong spelade han för Brynäs IF i svenska Elitserien. Där blev han kvar till säsongen 2007/08 då han gick över till Füchse Duisburg i tyska DEL mitt under säsongen. 2008/09 kom Spets tillbaka till Norge och Vålerenga i högsta serien som nu hette GET-ligaen. Åren 2011-2017 spelade han för Lørenskog IK i samma liga. 2018/19 återkom han till Vålerenga en sista säsong.